# Roda da Rua

Уличная рода, Москва, под Пушкинским мостом, май 2007 года.

Рода да Руа (как вариант названия: Рода де Руа, Рода на Руа) — игра капоэйры на улице. Термин применяется достаточно широко и часто обозначает целую группу мероприятий на улице, посвящённую популяризации Капоэйры и привлечению общественного внимания к данному виду спорта и культуры (а также проводимых без всякой цели, за исключением игры, как таковой). В России гораздо большую известность и употребляемость приобрёл термин уличная рода, являющийся переводом португальского названия явления.

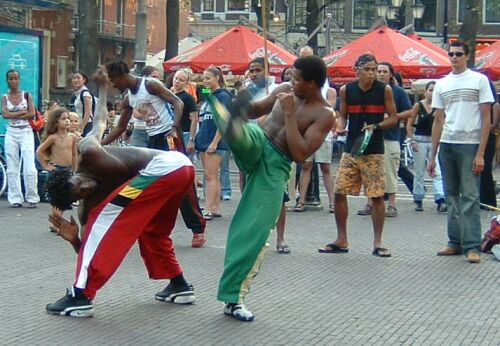
Уличная рода капоэйры стиля режионал. Амстердам, 2002 год.

## Общее описание
Уличная рода проводится как представителями многих школ, которые собираются в заранее обозначенном месте с целью практики и совершенствования своих навыков, так и одной из школ, желающей привлечь внимание ещё не охваченных капоэйрой людей к этому виду культуры и спорта. Важно отметить, что в ходе открытых род (то есть, не представляющих собой встречу учеников и местре какой-либо определённой школы) встречаются представители всех трёх существующих в современности направлений капоэйры — Ангола, Режионал и Контемпоранеа.

### Особенности восприятия
Следует отличать роду на улице (порт. Roda na Rua), проводимую как мероприятие одной из школ капоэйры (пусть и при участии представителей других академий) и уличную роду (порт. Roda de Rua) в её чистом виде — нейтральную по отношению к школам и стилям этого искусства.
Важной характеристикой истинной уличной роды можно назвать ориентацию на игроков, а не на публику. Так, например, в среде игроков есть мнения, что проводящиеся в бразильском городе Сальвадоре регулярные уличные роды, устраиваемые на площадях Террейро-де-Жезус, или на Праса да Сэ — это лишь инструмент сбора денег у туристов, и многие участники лишь делают вид, что играют.